# Cascadas de El-Ourit
Las Cascadas de El-Ourit se encuentran a siete kilómetros de la ciudad de Tlemcen, cerca de la carretera nacional de Argelia en el país africano del mismo nombre. Se localizan en una zona montañosa cubierta de pinos. Los Siete niveles de las cascadas de Oued El-Ourit permanecieron 40 años secas antes de reaparecer en 2009.
La zona montañosa donde se ubica esta a pocos kilómetros de la localidad de Tlemcen, las Cascadas son parte del Parque Nacional Tlemcen creado en 1993.
Un viaducto ferroviario cruza las cascadas de El Ourit. Esta obra de arte del siglo XIX, fue realizada por Gustave Eiffel y su compañía.